# Иштван Буда
Иштван Буда (мађ. Buda István; Будимпешта, 3. фебруар 1884 — Будимпешта, 18. март 1945), био је мађарски фудбалер и репрезентативац Мађарске и био је помоћник инспектора Мађарске краљевске поште. Године 1902. учествовао је у [званичној утакмици] мађарске репрезентације.

## Каријера
Између 1901. и 1903. био је десно крило ТК Будимпеште и са тимом освојио две титуле првака и једно друго место у првенству. Године 1904. прелази у Пошташ и поново осваја друго место у сезони 1905. године.
Био је члан прве званичне утакмице фудбалске репрезентације Мађарске против Аустрије 12. октобра 1902. године. Такође је постигао гол против Аустрије у свом другом међународном мечу.
Његова смрт је узрокована ентеритисом и срчаном инсуфицијенцијом.

## Успеси
- Прва лига Мађарске у фудбалу
  - шампиони: 1901, 1902
  - 2.: 1903, 1905